# أشباه قلويات الحرمل

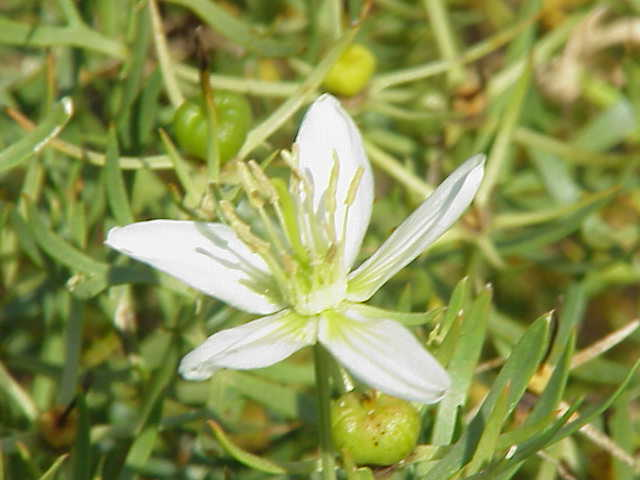
نبتة الحرمل (الإسم العلمي : Peganum Harmla)

تحتوي بذور نبتة الحرمل (الإسم العلمي: Peganum Harmla) على العديد من أشباه القلويات التي تعمل كمثبط أكسيداز أحادي الأمين (تختصر بالإنجليزية: MAOIs)، كما وتحتوي أوراق التبغ على هذه المركبات أيضا  ، أشباه القلويات هذه تشمل الحرمين والحرملين والحرملول، هذه المركبات هي أعضاء في مجموعة التي تشمل مواد ذات تركيب كيميائي متشابه وتُعرف باسم قلويدات الحرمل أو أشباه قلويات الحرمل. أشباه القلويات هذه هي ذات أهمية لإستخدامها في الشامانية الأمازونية، حيث يتم إستخلاصها من نباتات أخرى. مركب شبه القلوي الحرملي الذي يدعى حرمين، كان يعرف باسم تيليباثين (بالإنجليزية: telepathine) وبإسم بانيستيرين (بالإنجليزية: banisterine) في الماضي، هذا المركب هو مركب يتواجد بشكل طبيعي في الطبيعة، وهو من نوع بيتا كربولين شبه قلوي، وتركيبته مشابهة للحرملين، ويتواجد أيضا في معترش نبات بانيستيريوبسيس كابي (الإسم العلمي: Banisteriopsis caapi). يتواجد أيضا مركب التتراهيدروحرمين في كلا من نبات بانيستيريوبسيس كابي (الإسم العلمي: B. caapi) والحرمل (الإسم العلمي: P. Harmala) . اقترح الدكتور ألكسندر شولجين أن الحرمين قد يكون مركب ناتجًا عن تحلل الحرملين. الحرمين والحرملين كلاهما مثبط عكسي لأكسيداز أحادي الأمين. يمكن أن يحفزا الجهاز العصبي المركزي عن طريق تثبيط عملية أيض مركبات الأحادية الأمين مثل السيروتونين ونورإبينفرين.
تتواجد أشباه قلويات الحرمل في نبتة الحرمل بتركيزات تقارب حوالي 3٪ ، على الرغم من أن الإختبارات قد أظهرت أن تركيز هذه المركبات في النبتة يترواح ما بين 2-7٪ أو حتى بتركيز قد يكون أعلى من ذلك، وذلك لأن المصادر الطبيعية لهذه المركبات تميل إلى التباين بشكل كبير في التركيب الكيميائي. تتواجد أشباه قلويات الحرمل أيضًا في معترش نبات بانيستيريوبسيس كابي (الإسم العلمي: Banisteriopsis caapi)، وتعتبر هذه النبتة المصدر النباتي الرئيسي في تركيب المشروب المقدس آياهواسكا، ويترواح تركيزات أشباه قلويات الحرمل في هذه النبتة ما بين 0.31 و 8.43٪ للحرمين، 0.03-0.83٪ للحرملين و 0.05-2.94٪ للتتراهيدروحرمين. على الرغم من أنه أحيانًا يتم إضافة نباتات أخرى ذات تأثير نفسي إلى مشروب الآياهواسكا، وذلك لتحقيق حالات نفسية واعية تتسم بكثرة الرؤى والبصيرة، إلا أنه لا يوجد وصفة واحدة معينة شائعة، والوصفات لتحضير المشروب تختلف اختلافًا كبيرًا. الحرمل، الذي يُستهلك عادة كشاي أو يستخدم كبخور، مذكور إستعماله في الأدب الفارسي الكلاسيكي في الطقوس المقدسة وإستعماله كدواء أيضا. أشباه قلويات الحرمل ليست ذات  تأثير نفسي بشكل خاص، حتى عند تناولها بجرعات عالية المقدار، مع ذلك، عند تناولها بجرعات كبيرة تأثيرها الرئيسي يعتبر هيبناغوجية، جنبًا إلى جنب مع القيء والإسهال.
تتواجد أشباه قلويات الحرمل أيضًا في العديد من النباتات الأخرى، مثل زهرة الآلام. يوجد تقارير مع نتائج متفاوتة ومختلفة تفي أن أوراق نبات زهرة الآلام الحمراء (الإسم العلمي: P. incarnata) تحتوي على تركيز بنسبة 0.005٪ ، 0.12 ملجم٪ ، و0٪ من مركبات أشباه قلويات الحرمل.

## الإستعملات

### ضد السرطان
مركب الحرمين الذي يتم عزله من الحرمل يظهر تأثير سام للخلايا من سلالات خلايا سرطان الدم HL60 و K562. قد يفسر هذا الأمر التأثير السام للخلايا الذي تم ملاحظته سابقًا لنبتة الحرمل الشائع على هذه الخلايا السرطانية.

## الصيغة الكيميائية
- حرمين: C13H12N2O

7-Methoxy-1-methyl-9H-pyrido[3,4-b]indole
الحرمين هو مثبط أكسيداز أحادي الأمين (يختصر RIMA بالإنجليزية).
- حرملين: C13H14N2O

4,9-Dihydro-7-methoxy-1-methyl-3H-pyrido[3,4-b]indole
الحرملين هو مثبط أكسيداز أحادي الأمين (يختصر RIMA بالإنجليزية).
- حرملول: C12H12N2O

1-Methyl-4,9-dihydro-3H-pyrido[3,4-b]indol-7-ol
- تتراهيدروحرمين: C13H16N2O

1,2,3,4-tetrahydro-harmine
- حرملان: C12H10N2

1-Methyl-3,4-dihydro-beta-carboline. Harmalan يتواجد في بعض المواد الغذائية.
- إسوحرمين: C13H12N2O[10]

- Harmine acid methyl ester:

Methyl 7-methoxy-beta-carboline-1-carboxylate
- حرملينيك أسيد:

7-Methoxy-3,4-dihydro-beta-carboline-1-carboxylic acid
- حرمان أميد:

1-Carbamoyl-7-methoxy-beta-carboline
- أسيتلنورحرمين:

1-Acetyl-7-methoxy-beta-carboline